# Dampiera trigona
Dampiera trigona är en tvåhjärtbladig växtart som beskrevs av De Vriese. Dampiera trigona ingår i släktet Dampiera, och familjen Goodeniaceae. Inga underarter finns listade i Catalogue of Life.